# مقاطعة نيوكينت (فيرجينيا)
 مقاطعة نيوكينت  (بالإنجليزية:  New Kent County)‏ هي إحدى المقاطعات في ولاية فيرجينيا في الولايات المتحدة الأمريكية.

## أعلام
- جيمس أرميستاد لافاييت
- دانيال بارك كاستيس
- ناثانيل بندلتون
- توماس آدامز
- ليتيسيا تايلر
- بورويل باسيت